# 桥镇乡
桥镇乡，是中华人民共和国陕西省延安市甘泉县下辖的一个乡镇级行政单位。

## 行政区划
桥镇乡下辖以下地区：
桥镇村、王角村、柳落峪村、柴沟河湾村、闫家湾村、王家湾村、新庄科村、葡萄沟村、府君店村、刘老庄村、方家河村和榆树沟村。